# Gaspard Gustave Coriolis
Gaspard Gustave Coriolis (Pariz, 21. svibnja 1792. – Pariz, 19. rujna 1843.), francuski fizičar i matematičar.
 
Postavio opću definiciju mehaničkoga rada i za kinetičku energiju uveo izraz:
{\displaystyle E_{k}={\frac {m\cdot v^{2}}{2}}}
umjesto Leibnizove jednakosti: 
{\displaystyle E_{k}=m\cdot v^{2}}
što je omogućilo uspostavu odnosa između mehaničkoga rada i kinetičke energije. Proučavajući kinetičku energiju u rotirajućim sustavima, otkrio Coriolisovu silu. Njegovo ime nalazi se na listi 72 znanstvenika ugraviranih na Eifellovom tornju.

## Coriolisova sila
Coriolisova sila je inercijska sila koja djeluje na sve čestice u rotirajućim sustavima kad se gibaju pod nekim kutom u odnosu na rotacijsku os; okomita je na brzinu gibanja i na rotacijsku os. Ovisi o masi m i obodnoj brzini v čestica unutar sustava i kutnoj brzini sustava ω: 
{\displaystyle {\boldsymbol {F}}_{C}=-2\cdot \,m\cdot \,{\boldsymbol {\omega \times v}}}
Djeluje na sva gibanja u atmosferi i oceanima. Na Sjevernoj polutki djeluje nadesno s obzirom na smjer gibanja, a na Južnoj polutki nalijevo.